# Canoa/kayak ai Giochi della XI Olimpiade
Il programma delle gare di canoa/kayak ai Giochi della XI Olimpiade, la prima volta in cui lo sport é stato incluso nel programma olimpico, prevedeva nove gare di canoa velocità, esclusivamente maschili.
In questa edizione fecero la loro unica apparizione i Kayak smontabili denominati F1 e F2.
Le gare si svolsero nel campo di regata Grünau nel Langer See.

## Calendario
| C1 1000 m  |  |  |  |  |  |  |        | Finale |  |  |  |  |  |  |  |  |
| C2 1000 m  |  |  |  |  |  |  |        | Finale |  |  |  |  |  |  |  |  |
| C2 10000 m |  |  |  |  |  |  | Finale |        |  |  |  |  |  |  |  |  |
| K1 1000 m  |  |  |  |  |  |  |        | Finale |  |  |  |  |  |  |  |  |
| K2 1000 m  |  |  |  |  |  |  |        | Finale |  |  |  |  |  |  |  |  |
| K1 10000 m |  |  |  |  |  |  | Finale |        |  |  |  |  |  |  |  |  |
| K2 10000 m |  |  |  |  |  |  | Finale |        |  |  |  |  |  |  |  |  |
| F1 10000 m |  |  |  |  |  |  | Finale |        |  |  |  |  |  |  |  |  |
| F2 10000 m |  |  |  |  |  |  | Finale |        |  |  |  |  |  |  |  |  |

## Podi
| Evento                    | Oro                                               | Perform. | Argento                                | Perform. | Bronzo                                       | Perform. |
| C1 1000 metri (dettagli)  | Frank Amyot                                       | 5'32"1   | Bohuslav Karlík                        | 5'36"9   | Erich Koschik                                | 5'39"0   |
| C2 1000 metri (dettagli)  | Cecoslovacchia Vladimír Syrovátka Jan Brzák-Felix | 4'50"1   | Austria Rupert Weinstabl Karl Proisl   | 4'53"8   | Canada Warren Saker Harvey Charters          | 4'56"7   |
| C2 10000 metri (dettagli) | Cecoslovacchia Václav Mottl Zdeněk Škrland        | 50'33"5  | Canada Warren Saker Harvey Charters    | 51'15"8  | Austria Rupert Weinstabl Karl Proisl         | 51'28"0  |
| K1 1000 metri (dettagli)  | Gregor Hradetzky                                  | 4'22"9   | Helmut Cämmerer                        | 4'25"6   | Jaap Kraaier                                 | 4'35"1   |
| K2 1000 metri (dettagli)  | Austria Adolf Kainz Alfons Dorfner                | 4'03"8   | Germania Ewald Tilker Fritz Bondroit   | 4'08"9   | Paesi Bassi Nicolaas Tates Wim van der Kroft | 4'12"2   |
| K1 10000 metri (dettagli) | Ernst Krebs                                       | 46'01"6  | Fritz Landertinger                     | 46'14"7  | Ernest Riedel                                | 47'23"9  |
| K2 10000 metri (dettagli) | Germania Paul Wevers Ludwig Landen                | 41'45"0  | Austria Viktor Kalisch Karl Steinhuber | 42'05"4  | Svezia Tage Fahlborg Helge Larsson           | 43'06"1  |
| F1 10000 metri (dettagli) | Gregor Hradetzky                                  | 50'01"2  | Henri Eberhardt                        | 50'04"2  | Xaver Hörmann                                | 50'06"5  |
| F2 10000 metri (dettagli) | Svezia Sven Johansson Erik Bladström              | 45'48"9  | Germania Willy Horn Erich Hanisch      | 45'49"2  | Paesi Bassi Piet Wijdekop Cor Wijdekop       | 46'12"4  |

## Medagliere
| Pos.   | Paese          | Oro | Argento | Bronzo | Totale |
| ------ | -------------- | --- | ------- | ------ | ------ |
| 1      | Austria        | 3   | 3       | 1      | 7      |
| 2      | Germania       | 2   | 3       | 2      | 7      |
| 3      | Cecoslovacchia | 2   | 1       | 0      | 3      |
| 4      | Canada         | 1   | 1       | 1      | 3      |
| 5      | Svezia         | 1   | 0       | 1      | 2      |
| 6      | Francia        | 0   | 1       | 0      | 1      |
| 7      | Paesi Bassi    | 0   | 0       | 3      | 3      |
| 8      | Stati Uniti    | 0   | 0       | 1      | 1      |
| Totale | Totale         | 9   | 9       | 9      | 27     |